# 所有人對所有人的戰爭
所有人對所有人的戰爭（拉丁語：Bellum omnium contra omnes）是英国哲学家、政治学家托马斯·霍布斯在其著作中《论公民》和《利维坦》通过思维实验创造的描述自然狀態中人类存在的拉丁语短语。后来诸如杰斐逊、马克思以及尼采都曾在著作中引用该说法。